# 1916 у футболі
Нижче наведені футбольні події 1916 року у всьому світі.

## Засновані клуби
- Легія (Польща)
- Мальорка (Іспанія)

## Національні чемпіони
- Аргентина: Расінг (Авельянеда)
- Австрія: Рапід (Відень)
- Данія: Копенгаген (1876)
- Ісландія: Фрам
- Нідерланди: Віллем II
- Парагвай: Олімпія (Асунсьйон)
- Швеція: АІК
- Шотландія: Селтік
- Уругвай: Насьональ